# Лабрадор (минерал)
Лабрадо́р — минерал из группы плагиоклазов основного состава, алюмосиликат кальция и натрия.
Назван в честь полуострова Лабрадор (Канада), где был впервые найден в 1770 году.
В некоторых языках называется также лабрадоритом (англ. Labradorite), что может приводить к путанице с горной породой лабрадоритом. Иногда в качестве синонимов также используют термины сизяк, рысий глаз, тавусит, спектролит, радужник.

## Свойства
Член изоморфного ряда NaAlSi3O8 (альбит) — CaAl2Si2O8 (анортит), содержит 50—70 % анортитового компонента.
Кристаллы (таблитчатые) редки, чаще встречается в виде плотных крупнозернистых агрегатов и перфорированных вкраплений. Образуется в интрузивных породах основного состава.
Состав (%): Na2O — 3,96; CaO — 10,93; Al2O3 — 26,83; SiO2 — 55,49. Примеси (%): Fe2O3 — 1,6; K2O — 0,36; H2O — 0,51; MgO — 0,15.
Двойное лучепреломление +0,008. Плеохроизм и дисперсия отсутствуют. Спектр поглощения не интерпретируется, люминесценции обычно нет.
Для минерала характерны яркие радужные отливы (блики), называемые иризацией (или лабрадоризацией, или лабрадоресценцией). Чаще всего эти отливы имеют синие и голубые оттенки, но могут быть зелёными, жёлтыми и красными. Такой эффект связан с интерференцией света в тонких пластинках разного состава, из которых состоит минерал.
Крошится при сдавливании, легко раскалывается при ударе. Плавится. Растворяется в кислотах.

## Месторождения
Лабрадор встречается в Канаде (полуостров Лабрадор, остров Ньюфаундленд), Мексике, США, Бразилии, на Мадагаскаре, Украине (Волынь, Житомирская область), в Фенноскандии (особенно в Финляндии), Австралии (Новый Южный Уэльс), Индии.

## Разновидности
В зависимости от кристаллографических и оптических свойств выделяют следующие разновидности лабрадора:
- Спектролит — лабрадор, который отливает всеми цветами радуги. Спектролиты встречаются в Финляндии, где они были обнаружены в 1940 году в Юлямаа при строительстве Линии Салпа (линии фортификационных заграждений); разработка спектролитов в Юлямаа началась после Второй мировой войны.
- Чёрный лунный камень — лабрадор с синей и голубой иризацией; используется для наружных отделочных работ цоколей зданий и памятников: округлые синие пятнышки, отливающие перламутром, становятся хорошо видны при соответствующем освещении, естественном солнечном свете. (Просто «лунным камнем» обычно называют адуляр — белый минерал со светло-голубой иризацией[1]).
- Солнечный камень — лабрадор с золотистой иризацией, добываемый в Орегоне (США)[1].

## Применение
С конца XVIII века является ценным ювелирно-поделочным камнем. 
На полированной поверхности ярко проявляется иризация, поэтому спектролиты используются для изготовления бижутерии и изделий художественного промысла.
Ценятся также мадагаскарские лабрадориты с сильным синим отливом. Австралийские бесцветные, желтовато-коричневые прозрачные лабрадориты успешно гранятся.